# Sonata per pianoforte n. 23 (Beethoven)
La sonata per pianoforte n. 23 in Fa minore, Op. 57, di Ludwig van Beethoven, comunemente chiamata Appassionata, fu composta tra il 1804, il 1805 e forse il 1806. La prima edizione fu pubblicata a Vienna nel febbraio 1807, l'autore la dedicò al conte Franz von Brunswick.
Beethoven riteneva l'Appassionata la sua più bella sonata – insieme alla successiva Op. 78 – fino alla composizione della cosiddetta Hammerklavier (Op. 106).
In media, un'esecuzione completa dura circa 24/25 minuti.

## Struttura
L'Appassionata è in tre movimenti:
1. Allegro assai
2. Andante con moto (in re bemolle maggiore) - attacca:
3. Allegro, ma non troppo - Presto

Il secondo movimento è composto da un tema (l'Andante con moto) variato per 3 volte.
Il secondo e il terzo movimento devono essere eseguiti senza pausa (tra gli stessi); talvolta viene descritta come un'opera strutturata in due soli movimenti (al pari della sonata Waldstein, Op. 53).

## Analisi del primo movimento
Il primo movimento della sonata ha come metro dodici ottavi nella tonalità di base di fa minore. L'indicazione agogica (o tempo) indicata è “Allegro assai”. La struttura formale è quella classica della "forma sonata" (Esposizione - Sviluppo - Ripresa con Coda finale) senza il ritornello iniziale. Alcuni Autori specialmente in considerazione della soppressione del ritornello e del continuo divenire dei vari elementi della sonata preferiscono dividerla in cinque parti (Esposizione - Sviluppo - Ripresa - Coda finale - Più allegro) dove la Ripresa e la Coda finale è un ulteriore proseguimento delle parti precedenti più che una ricapitolazione degli elementi esposti in precedenza.
L'esposizione occupa le prime 66 misure; in esso si possono individuare cinque elementi tematici/ritmici. Il tema iniziale (elemento 1), dall'espressività drammatica e indefinita, consiste in due frasi per un totale di 8 misure. Le prime tre battute di ogni frase espongono una linea melodica omofonica (con raddoppio all'ottava e senza armonizzazione) prima discendente e poi ascendente. Questa prima parte della frase inizia alla dominante per poi concludere sulla tonica. La frase quindi termina con un inciso di chiusura con una cadenza sulla dominante maggiore (do maggiore nel caso della prima frase). La prima frase è armonizzata nella tonica (fa minore); la seconda è la ripetizione della prima ed è armonizzata in sol bemolle maggiore e termina in re bemolle maggiore (vedere in seguito la discussione su questa scelta tonale). [battute 1-5]
A misura 10 inizia la codetta del tema. Qui Beethoven riprende per due volte l'inciso di chiusura del tema, ma l'elemento più interessante è l'introduzione di un nuovo inciso: tre crome ribattute seguite da una semiminima (elemento 2). Questo nuovo elemento è in effetti il motore ritmico/drammatico di tutto il movimento. Lo si intuisce anche dallo sviluppo che questo breve inciso ha nelle battute di chiusura della codetta (misura 15 e 16): un precipitoso crollo drammatico di semicrome verso il registro basso della tastiera (elemento 3). [battute 13-17]
La codetta termina con una cadenza sulla dominante maggiore (do maggiore) e con una corona con punto sull'ultimo accordo. Si può vedere che la corona e il poco ritardando delle battute precedenti "sono gli unici elementi di tutto il movimento che trattengono l'inesorabile spinta ritmica", per il resto del movimento l'agogica è controllata entro una pulsazione uniforme.
A misura 17 viene riproposto il tema principale, ma non può più essere quello di prima: l'inciso ritmico ha ormai "spezzato un'unità non ancora perfettamente conseguita". Il tema è rimasto immutato ma a drammatizzarlo sono dei poderosi accordi ascendenti in parte sincopati inseriti nelle varie cesure della frase. [battute 17-23]
Del tema non viene riproposta la seconda frase e a misura 23 inizia la codetta. Inizialmente gli accordi ascendenti drammatici sono seguiti dall'inciso di chiusura del tema. Alla terza misura entra il secondo elemento, quello ritmico, ora sotto forma di un continuo pedale ritmico di corone sul mi bemolle (dominante della nuova ambientazione armonica del la bemolle minore). Il la bemolle minore è la tonalità minore della tonalità relativa maggiore, essendo quest'ultima la bemolle maggiore. Il pedale insiste per 11 misure e "alla fine cede poco a poco sprofondando" e passando alla modalità maggiore (la bemolle maggiore) appare quello che può definirsi il secondo tema (elemento 4); questa fase può essere definita come momento di transizione tra il primo e il secondo tema. Questo tema appare chiaramente derivato dal primo ed è formato da due brevi frasi (domanda - risposta) per un totale di 4 misure. [battute 36-40]
La codetta del secondo tema (misure 40 - 51) dopo poche battute restaura in modo drammatico nuovamente il modo minore (re bemolle minore a misura 43) a cui seguono alcuni trilli che richiamano l'inciso di chiusura delle frasi del primo tema e conclude (la codetta) con una scala discendente monofonica le cui terzine richiamano il secondo elemento che similmente alla codetta del primo tema introducono un nuovo elemento (elemento 5) drammatico in la bemolle minore. Un ritmo tempestoso prodotto dal raddoppio della velocità (dalle crome alle semicrome). [battute 51-53]
Siamo così entrati nella coda dell'esposizione. Questa si conclude a misura 66 con una cadenza sulla tonalità relativa minore (la bemolle minore).
Dei cinque elementi ritmico/melodici che caratterizzano questa esposizione è evidente ora che il primo e il quarto individuano rispettivamente il primo e il secondo tema (in realtà il secondo tema "non è null'altro che la trasfigurazione lirica del primo tema"), mentre il secondo è l'elemento ritmico e drammatico generatore degli altri due (il terzo e il quinto posizionati nelle code - anche in questo caso il quinto elemento è collegato al terzo ed è una sua espansione). Il secondo elemento (l'inciso ritmico/drammatico) risolve anche uno dei problemi che Beethoven ha sempre avuto con i movimenti in modo minore: "come unificare i contrasti emotivi estremi necessari al genere tragico". Nel dettaglio possiamo vedere come le crome ripetute dell'elemento 2 riescano a collegare (non solo musicalmente ma anche drammaticamente) le varie sezioni dell'esposizione della sonata:
- a misura 15 generano direttamente il crollo drammatico di semicrome verso il registro basso della tastiera;
- da misura 25 a misura 35 sulle quali viene introdotto il minore della tonalità relativa maggiore (la bemolle maggiore);
- sono (le crome) alla base della pulsazione ritmica del secondo tema, proseguimento naturale del ritmo della fase precedente (misure 25 - 35);
- e per finire la coda dell'esposizione è generata dalla caduta di crome (sempre in terzine) della fase finale della codetta del secondo tema.

Il primo tempo di questa sonata risolve anche un altro dei problemi del modo minore: "quello di una efficace integrazione del tradizionale relativo maggiore come area tonale secondaria pur mantenendo ovunque il potenziale tragico del modo minore". Un elemento è il passaggio (per raggiungere il relativo maggiore) attraverso il suo minore (la bemolle minore - la bemolle maggiore, in questo caso). Ma un altro "strumento che sintetizza il modo minore con quello maggiore è l'armonia napoletana". Nella scala minore napoletana, rispetto alla scala minore armonica, il secondo grado è abbassato di un semitono. Nel caso del fa minore, il sol diventa sol bemolle. Ed è proprio in questo ambiente armonico (sol bemolle maggiore) che viene ripetuto il primo tema a battuta 5. Ma anche in altri momenti della composizione compare questo caratteristico intervallo:
- nell'elemento 2 (a misura 10) abbiamo i re bemolli ribattuti seguiti dal do;
- le reiterazioni dell'intervallo di seconda minore alle misure 25 - 35, 43 - 47 e 52 - 63.

Un'ultima considerazione su altro aspetto importante di questo primo tempo della sonata: l'assenza del ritornello. È la prima volta che Beethoven rinuncia a questa tradizione. "Beethoven sente sempre più la sonata libera da ogni vecchia e non sempre logica tradizione" In effetti la costrizione del ritornello contrasta con la nuova concezione della musica sentita con un continuo e progressivo fluire di stati d'animo e di sentimenti.
Lo sviluppo inizia a misura 66 riprendendo brevemente il tema principale (prime 4 misure dello sviluppo). L'ambiente armonico è mi maggiore, ottenuto enarmonicamente dalla cadenza precedente sul la bemolle minore. Ma subito l'attenzione si concentra sull'inciso di chiusura dello stesso tema che con alcune aggiunte viene ripresentato per 4 volte (misure 70 - 79). In realtà è una preparazione per entrare nello sviluppo vero e proprio. Questo inizia a misura 80 presentando al basso tre volte il tema che scende per terze (mi - do - la bemolle), mentre nella mano destra appare l'elemento drammatico sviluppato sempre dalla terzine di semicrome (elemento 3).
L'armonia è passata dal modo maggiore a quello minore (mi minore); molto lontana da quella dell'impianto di base (fa minore). Il passaggio dell'armonia dal la bemolle maggiore (il secondo tema) al la bemolle minore (la coda dell'esposizione), quindi per enarmonia (sulla mediante - do bemolle/si naturale) al mi maggiore e infine cambiando modo al mi minore sarà un procedimento familiare ai compositori intorno al 1830 (Chopin e Schumann).[battute 66-88]
Questa fase dello sviluppo termina con degli arpeggi della mano sinistra nei quali si insiste (per due misure) sull'alternanza tra il la bequadro e il la bemolle (un intervallo di seconda minore). Questa relazione trasforma il la bemolle in una dominante (nuova armonia di re bemolle maggiore) e sposta l'attenzione sull'ambientazione del secondo tema. Ritorna il pedale di terzine delle misure 25 e seguenti dell'esposizione e quindi a misura 110 ritorna anche il secondo tema nella tonalità di re bemolle maggiore. Degno di attenzione è il movimento del basso che sale per ben due ottave (da misura 110 a misura 123). A misura 124 un accordo arpeggiato di re bemolle settima diminuita (reb - mi - sol - sib) interrompe la melodia del tema che si trasforma in una serie di arpeggi ascendenti (prima 4, poi 8 per battuta). Il basso continua a salire per altre due ottave (da misura 124 a misura 127) per poi ridiscendere fino alla regione più grave dello strumento (misura 131). L'armonia ora è il do maggiore (la dominante di fa minore e quindi siamo entrati nella coda dello sviluppo) tenuta da un lungo pedale nella zona mediana della tastiera, mentre per 8 volte viene ripetuto il motto (elemento 2) re bemolle - do rimbalzando più volte dall'acuto al basso. Il do però appare solamente nelle ultime quattro ripetizioni per poi rimanere da solo (quattro terzine di crome) nella battuta 135, ultima misura prima della ripresa.
La ripresa è caratterizzata dalla presenza del basso sulla dominante (do). Questo pedale rimane per ben 17 misure (fino alla corona con punto della misura 152). Mai s'era vista una simile tensione al ritorno del tema principale. È come se si permettesse "al dramma dello sviluppo di invadere lo spazio della ripresa" [battute 136-140]
La seconda frase (come nell'esposizione) si presenta armonizzata in sol bemolle maggiore; segue la codetta con l'elemento ritmico (elemento 2) e quindi la "caduta" di semicrome a chiusura di questa prima esposizione del tema. La ripetizione drammatica del tema (da misura 152 in poi) è all'insegna dell'ambiguità modale: i poderosi accordi ascendenti sincopati iniziano in fa maggiore per poi tornare alla fine di questo passaggio al minore. La codetta di questa fase, riprendendo il secondo elemento (le terzine di crome) si trasforma nella transizione verso il secondo tema. Il pedale di terzine che nell'esposizione era sul mi bemolle (dominante di la bemolle maggiore - tonalità della seconda idea) ora propongono il do: dominante della tonalità fa maggiore nella quale viene riesposto il secondo tema. [battute 174-177]
Simmetricamente rispetto all'esposizione a misura 182 (come nella misura 43) viene ripristinato il modo minore sfruttando la sottodominante minore (si bemolle minore) della tonalità corrente (fa maggiore).
La coda finale riprende entrambi i temi principali. Non si tratta di una ripetizione meccanica, ma di un ritorno alle idee iniziali con una diversa e ben più conscia sensibilità drammatica.
La tonalità iniziale della coda è fa minore e a parte la trasposizione del tono (dal la bemolle minore al fa minore) è una ripetizione della coda dell'esposizione. Ma là dove iniziava lo sviluppo, ora (a battuta 204) appare il tema principale alla mano sinistra accompagnato da arpeggi di terzine di semicrome (l'elemento drammatico). Il tema non viene sviluppato nelle due consuete frasi con codetta, bensì viene subito modulato: notate il passaggio relativo all'armonia napoletana al sol bemolle dopo il fa a misura 207 e la relativa discesa (fa - mi b) per raggiungere il re bemolle maggiore, con il quale viene proposto il secondo tema (misura 211). La codetta del secondo tema introduce nuovi elementi di sviluppo fino all'adagio e alla corona con punto di battuta 239 prima del "Più allegro" finale. Il basso, in tutta questa fase (da misura 219 fino all'adagio), ascende per due ottave e una terza, dal si bemolle grave al re bemolle mescolato al do (vedi armonia napoletana) realizzato con il secondo elemento (la terzina di crome ribattute). Anche la cadenza del basso accelera da un cambio per battuta (da misura 219 a misura 222), a due per battuta (misure 223 - 224), a quattro (ogni quarto) per battuta fino agli arpeggi delle ultime 8 misure. Alla fine due accordi (mi settima diminuita e settima di dominante) preparano il ritorno alla tonica minore (fa minore) dell'ultima parte.[battute 219-241]
Il più allegro (le ultime 25 misure del movimento) inizia con il motto ritmico (elemento 2) della terzina di crome risolvendo dalla dominante alla tonica (prima volta in tutto il movimento). Viene presentato il secondo tema per la prima volta alla tonica minore (fa minore - le altre volte era armonizzato in la bemolle maggiore, re bemolle maggiore e fa maggiore). In un rapido crescendo sulla ripetizione dell'ultimo inciso del tema si raggiunge una violenza eccezionale con degli accordi ribattuti in fortissimo alternati tra le due mani (la figura ritmica è quella del secondo elemento). Sei misure prima della conclusione all'ottava più bassa del pianoforte di Beethoven suonata in fortissimo fa seguito repentinamente un piano con diminuzione e contemporaneamente appare per l'ultima volta il tema principale che si spegne sul fa basso mentre la mano destra alterna con delle semicrome le altre due note dell'accordo della tonica (do e la bemolle).

### Schema riassuntivo
| Parte                   | Sezione                                       | Sottosezione                                            | Grado                                                             | Tonalità                                                              | Battute: da-a |
| ----------------------- | --------------------------------------------- | ------------------------------------------------------- | ----------------------------------------------------------------- | --------------------------------------------------------------------- | ------------- |
| Esposizione (parte 1)   | Tema principale                               | Tema                                                    | I (tonica)                                                        | fa minore                                                             | 1 – 5         |
| Esposizione (parte 1)   | Tema principale                               | Ripetizione del tema                                    | II (sopratonica)                                                  | sol bemolle maggiore                                                  | 5 - 9         |
| Esposizione (parte 1)   | Tema principale                               | Codetta del tema                                        | V (dominante)                                                     | do maggiore                                                           | 10 - 17       |
| Esposizione (parte 1)   | Seconda esposizione                           | Tema (fase drammatica)                                  | V (dominante)                                                     | do maggiore                                                           | 17 - 23       |
| Esposizione (parte 1)   | Seconda esposizione                           | Codetta del tema/Transizione al secondo gruppo tematico | V (dominante) => VI (sensibile = dominante del relativo maggiore) | do maggiore=>mi bemolle maggiore (= dominante di la bemolle maggiore) | 23 -35        |
| Esposizione (parte 1)   | Tema secondario                               | Prima frase (domanda)                                   | Relativo maggiore                                                 | la bemolle maggiore                                                   | 36 - 38       |
| Esposizione (parte 1)   | Tema secondario                               | Seconda frase (risposta)                                | IV (sopradominante)                                               | re bemolle maggiore                                                   | 38 - 40       |
| Esposizione (parte 1)   | Tema secondario                               | Codetta del tema                                        | Relativo maggiore => modo minore                                  | la bemolle maggiore=> do diesis minore                                | 40 - 51       |
| Esposizione (parte 1)   | Coda dell'esposizione (nuovo tema drammatico) | Prima frase                                             | III (mediante)                                                    | la bemolle minore                                                     | 52 - 55       |
| Esposizione (parte 1)   | Coda dell'esposizione (nuovo tema drammatico) | Ripetizione della frase                                 | V (dominante)                                                     | do minore                                                             | 56 - 59       |
| Esposizione (parte 1)   | Coda dell'esposizione (nuovo tema drammatico) | Frase di chiusura                                       | V (dominante)=>cadenza su la b minore con passaggio enarmonico    | do minore => la b minore                                              | 60 -65        |
| Sviluppo (parte 2)      | Sviluppo dell'inciso di chiusura del tema     |                                                         | VII (sensibile)                                                   | mi maggiore                                                           | 66 - 79       |
| Sviluppo (parte 2)      | Sviluppo drammatico del tema                  |                                                         | modo minore                                                       | mi minore                                                             | 80 - 93       |
| Sviluppo (parte 2)      | Transizione al secondo gruppo tematico        |                                                         | VI (sopradominante)                                               | re bemolle maggiore                                                   | 94 - 110      |
| Sviluppo (parte 2)      | Sviluppo del secondo tema                     |                                                         | VI (sopradominante)                                               | re bemolle maggiore                                                   | 110 - 130     |
| Sviluppo (parte 2)      | Coda dello sviluppo                           |                                                         | V (dominante)                                                     | do minore                                                             | 130 - 135     |
| Ripresa (parte 3)       | Tema principale                               | Tema con un pedale di dominante                         | I (tonica)                                                        | fa minore                                                             | 136 - 140     |
| Ripresa (parte 3)       | Tema principale                               | Ripetizione del tema (come sopra)                       | II (sopratonica)                                                  | sol bemolle maggiore                                                  | 140 - 144     |
| Ripresa (parte 3)       | Tema principale                               | Codetta del tema                                        | V (dominante) (modo minore =>modo maggiore)                       | do minore=>do maggiore                                                | 145 - 152     |
| Ripresa (parte 3)       | Seconda esposizione                           | Tema (fase drammatica)                                  | I (tonica maggiore)                                               | fa maggiore                                                           | 152 - 157     |
| Ripresa (parte 3)       | Seconda esposizione                           | Codetta del tema/Transizione al secondo gruppo tematico | V (dominante)                                                     | do maggiore                                                           | 158 - 174     |
| Ripresa (parte 3)       | Tema secondario                               | Prima frase (domanda)                                   | I (tonica maggiore)                                               | fa maggiore                                                           | 175 - 177     |
| Ripresa (parte 3)       | Tema secondario                               | Seconda frase (risposta)                                | IV (sottodominante)                                               | si bemolle maggiore                                                   | 177 - 179     |
| Ripresa (parte 3)       | Tema secondario                               | Codetta del tema                                        | I (tonica maggiore) => modo minore                                | fa maggiore => si bemolle minore                                      | 179 - 190     |
| Coda finale (parte 4)   | Tema drammatico finale                        | Prima frase                                             | I (tonica)                                                        | fa minore                                                             | 191 - 194     |
| Coda finale (parte 4)   | Tema drammatico finale                        | Ripetizione della frase                                 | I (tonica)                                                        | fa minore                                                             | 195 - 198     |
| Coda finale (parte 4)   | Tema drammatico finale                        | Frase di chiusura                                       | IV (sottodominante)                                               | si b minore                                                           | 199 -203      |
| Coda finale (parte 4)   | Tema principale (fase drammatica)             |                                                         | I (tonica)                                                        | fa minore                                                             | 203 - 211     |
| Coda finale (parte 4)   | Tema secondario (prima e seconda frase)       |                                                         | VI (sopratonica)                                                  | re bemolle maggiore                                                   | 211 -215      |
| Coda finale (parte 4)   | Codetta (ascensione del basso)                |                                                         |                                                                   | re bemolle=>mi 7a diminuita=>7a dominante=>fa minore                  | 215 - 241     |
| "Più allegro" (parte 5) | Secondo tema                                  |                                                         | I (tonica)                                                        | fa minore                                                             | 241 - 251     |
| "Più allegro" (parte 5) | Transizione drammatica                        |                                                         | I (tonica)                                                        | fa minore                                                             | 251 - 258     |
| "Più allegro" (parte 5) | Tema principale (drammatico)                  |                                                         | I (tonica)                                                        | fa minore                                                             | 258 - 264     |

## Analisi del secondo movimento
Il secondo movimento della sonata ha come metro due quarti nella tonalità di base di re bemolle maggiore. L'indicazione agogica (o tempo) indicata è “Andante con moto”. La struttura formale è quella di un tema e variazioni. All'interno di questa forma musicale Beethoven inserisce due elementi costanti: ogni variazione raddoppia la velocità e sale di un'ottava.
Il tema è formato da 8 battute più 8 contrapposte. Si tratta di un corale in forma binaria con daccapo. Questo tema può essere definito "semplice, chiaro, lineare e profondamente espressivo". La semplicità è data dalle poche note usate per disegnare la melodia: la bemolle e si bemolle nelle prime quattro misure, a queste si aggiungono re bemolle e do nelle seconde quattro misure. L'ambientazione tonale è del re bemolle maggiore (tonica) nelle prime 8 misure e la bemolle maggiore (dominante) con cadenza finale sulla tonica nelle seconde 8 misure.[battute 1-8]
La prima variazione è caratterizzata dalla presenza di sincopi nel basso (primo sintomo della accelerazione del tempo) e da una certa alternanza delle mani: la mano sinistra "disegna" un cantabile legato in levare, mentre la mano destra suona in battere le note del tema. La sonorità si mantiene ancora nei registri più bassi, mentre nella seconda parte la dinamica si ravviva passando da piano a forte.[battute 17-25]
Nella seconda variazione l'accordo della melodia si scioglie in brevi arpeggi di sedicesimi (semicrome). La mano sinistra propone la melodia del basso del tema appena variata e un'ottava sopra. [battute 36-41]
La terza variazione con gli arpeggi in trentaduesimi (biscrome) della mano sinistra e con il tema esposto nella parte alta della tastiera risulta "luminosa e leggera" e contrasta nettamente con le prime due e con il tema.[battute 54-56]
L'ultima variazione è scritta per esteso (tutte le 32 battute del tema) in quanto la seconda parte contiene un crescendo drammatico che arriva al fortissimo e con una scala in discesa della mano destra (mentre la mano sinistra produce dei brevi accordi accentati) si arriva al registro grave per ripresentare integralmente il tema senza daccapo e ulteriormente variato. Le ultime battute del tema cadenzano su un accordo coronato e arpeggiato di si bemolle settima diminuita (si b - re b - mi [fa b] - sol [la bb]). Questo accordo viene ripetuto per 15 volte e prepara l'entrata dell'ultimo tempo della sonata: "attacca l'Allegro ma non troppo". [battute 101-102]

### Schema riassuntivo
| Parte          | Sezione             | Ritmo                     | Grado                                    | Tonalità                                            | Battute: da-a |
| -------------- | ------------------- | ------------------------- | ---------------------------------------- | --------------------------------------------------- | ------------- |
| Tema           | Prima parte         |                           | I (tonica)                               | re bemolle maggiore                                 | 1 – 8         |
| Tema           | Daccapo             |                           | V (dominante)=>I (tonica)                | la bemolle maggiore => re bemolle maggiore          | 9 - 16        |
| Variazione I   | Prima parte         | Ritmo sincopato del basso | I (tonica)                               | re bemolle maggiore                                 | 17 - 26       |
| Variazione I   | Daccapo             |                           | V (dominante)=>I (tonica)                | la bemolle maggiore => re bemolle maggiore          | 27 - 35       |
| Variazione II  | Prima parte         | Ritmo in sedicesimi       | I (tonica)                               | re bemolle maggiore                                 | 36 - 44       |
| Variazione II  | Daccapo             |                           | V (dominante)=>I (tonica)                | la bemolle maggiore => re bemolle maggiore          | 45 - 53       |
| Variazione III | Prima parte         | Ritmo in trentaduesimi    | I (tonica)                               | re bemolle maggiore                                 | 54 - 69       |
| Variazione III | Seconda parte       |                           | V (dominante)=>I (tonica)                | la bemolle maggiore => re bemolle maggiore          | 70 - 85       |
| Tema (ripresa) | Solo la prima parte |                           | I (tonica)=>si bemolle settima diminuita | re bemolle maggiore => si bemolle settima diminuita | 86 - 102      |

## Analisi del Terzo movimento
Il terzo movimento della sonata ha come metro due quarti nella tonalità di base di fa minore. L'indicazione agogica (o tempo) indicata è “Allegro ma non troppo”. La struttura formale non è ben definita: alcuni commentatori (Riemann) individuano la struttura classica della forma-sonata con secondo tema a battuta 35, ma altri riconoscono il carattere di uno studio, un perpetuum mobile sviluppato comunque nell'ambito della forma-sonata e secondo lo stile del rondò. Il movimento può essere diviso in tre parti: prima parte (misure 1 - 117), seconda parte con ricapitolazione (misure 118 - 307) e terza parte "Presto" (misure 308 - 363).
La prima parte è preceduta da 13 accordi di settima diminuita sulla sensibile - mi - di fa minore, in secondo rivolto, seguiti da 15 battute introduttive nella stessa armonia.[battute 1-9]
A misura 20, alla tonica (fa minore), appare il tema del movimento. Si tratta di un tema squadrato e regolare lungo 8 misure (2+2+4): l'inciso delle prime due misure viene ripetuto, mentre la seconda parte inizia con il sol bemolle maggiore per chiudere la frase sulla tonica (fa minore). Analogamente al primo movimento, questa ripetizione del tema un semitono sopra richiama l'armonia napoletana (seconda abbassata). [battute 20-28]
Il tema viene suonato immutato una seconda volta (misure 28 - 36), ma accompagnato da incroci della mano destra. A misura 36 iniziano le codette del tema (o area di sviluppo). Appare un nuovo elemento tematico (misure 36 - 50), che alcuni commentatori indicano come secondo tema. Questo è esposto sempre alla tonica. Viene ripetuto integralmente (misure 50 - 64) ma con lo scambio delle mani: il tema ora appare al soprano risultando così molto più evidente.[battute 50-53]
La codetta prosegue riprendendo per sei volte l'inciso del tema principale e modulando l'armonia a misura 72 al V minore (do minore). In questo nuovo ambiente armonico prende forma un nuovo tema (secondo elemento tematico della codetta da misura 76) in re bemolle maggiore (= un semitono sopra la dominante; ancora una volta un richiamo all'armonia napoletana). [battute 76-86]
Da misura 86 a misura 96 viene ripetuto questo nuovo elemento tematico con alcune varianti. Un'ulteriore variazione dell'inciso del tema principale suonato in contrappunto imitativo a due parti nell'ambiente armonico della dominante minore chiude la prima parte su una settima diminuita di sol bemolle (misure 97 - 117).
La seconda parte (da misura 118) deve essere ripetuta, Beethoven ha scritto esplicitamente, all'inizio di questa periodo: "la seconda parte due volte". Le prime 32 battute sono armonizzate alla sottodominante (si bemolle): la nota sol è costantemente bemollizzata. La struttura di questa seconda parte è abbastanza simile, ma non del tutto, a quella della prima parte. Incomincia il tema principale che viene subito sviluppato contrappuntisticamente (la seconda voce inizia a misura 122). A misura 142 entra un nuovo elemento tematico ancora alla sottodominante (si bemolle minore). Questo tema è costruito su una frase di otto misure: la prima semifrase è suonata "piano", mentre la seconda in "forte". [battute 142-150]
Questo tema viene ripetuto integralmente in do maggiore (misure 150 - 158), dominante di fa: si rientra quindi nell'ambito della tonica di base. Alla fine (misura 158) una cadenza sul fa minore introduce il ritorno del tema principale in imitazione stretta a due voci. Al ritorno del tema seguono degli arpeggi prima sulla sopratonica abbassata (sol bemolle maggiore, battute 176 e seguenti) e poi sulla dominante maggiore (do maggiore, battute 180 e seguenti). Un terzo lungo arpeggio (da misura 184) sulla settima diminuita di si bemolle, come all'inizio, si spegne sul sol basso della tastiera. Sei misure di settima di dominante (do maggiore settima) reintroducono il tema principale alla tonica (misura 212). [battute 176-210]
La fase precedente può essere considerata come parte finale dello sviluppo, mentre quel che segue è la ricapitolazione. Alcune considerazioni: (1) nella fase di sviluppo il rilievo che ha la tonica diversifica questa sezione dalle analoghe della forma-sonata generalmente incentrate sulla dominante; (2) l'insistenza della sottodominante (si bemolle in questo caso) è derivata da norme del tardo Settecento; (3) la ripetizione della seconda parte rafforza l'idea del rondò soprattutto perché il tema principale appare di volta in volta alla tonica, alla dominante e alla sottodominante.
La ricapitolazione ripropone il tema principale (misure 212 - 220). Segue la ripetizione del tema: ora il tema passa alla mano sinistra mentre la destra propone "un insistente motivo obbligato nel registro acuto". Ritorna l'"idea secondaria" (da misura 227) e quindi il tema principale a misura 256 che di seguito ripropone il secondo elemento tematico della codetta a misura 76. Finora tutti questi elementi sono stati proposti alla tonica (fa minore), il tema di battuta 268 gravita invece sulla sopratonica abbassata (sol bemolle maggiore) per poi comunque tornare alla tonica del tema presentato in stretta imitazione a misura 288 con il quale si conclude la prima esposizione di questa seconda parte.
Dopo la ripetizione della seconda parte un presto apporta un dinamismo sempre più intenso con un torrente di arpeggi discendenti fino alla fine.

### Schema riassuntivo
| Parte                                                       | Sezione                     | Sottosezione                      | Grado                             | Tonalità                                       | Battute: da-a |
| ----------------------------------------------------------- | --------------------------- | --------------------------------- | --------------------------------- | ---------------------------------------------- | ------------- |
| Introduzione                                                | Accordi di preparazione     |                                   | VI (sottodominante)               | si bemolle maggiore 7a diminuita               | 1 – 5         |
| Introduzione                                                | Introduzione                |                                   | VI (sottodominante)               | si bemolle maggiore 7a diminuita               | 5 - 19        |
| Prima parte                                                 | Tema principale             | Prima semifrase                   | I (tonica)                        | fa minore                                      | 20 - 23       |
| Prima parte                                                 | Tema principale             | Seconda semifrase                 | II (sopratonica abbassata)        | sol bemolle maggiore                           | 24 - 28       |
| Prima parte                                                 | Tema principale             | Ripetizione del tema              | I (tonica)                        | fa minore                                      | 28 - 36       |
| Prima parte                                                 | Primo tema secondario       | Prima esposizione                 | I (tonica)                        | fa minore                                      | 36 - 49       |
| Prima parte                                                 | Primo tema secondario       | Seconda esposizione               | I (tonica)                        | fa minore                                      | 50 - 64       |
| Prima parte                                                 | Tema principale             | (inciso iniziale esposto 6 volte) | I (tonica) => V (dominante)       | fa minore => do minore                         | 64 - 75       |
| Prima parte                                                 | Secondo tema secondario     | Prima esposizione                 | VI (sopradominante)               | Re bemolle maggiore                            | 76 - 85       |
| Prima parte                                                 | Secondo tema secondario     | Seconda esposizione               | VI (sopradominante)               | Re bemolle maggiore                            | 86 - 95       |
| Prima parte                                                 | Tema principale             | (fase di chiusura della parte)    | V (dominante) => II (sopratonica) | do minore => sol bemolle maggiore 7a diminuita | 96 - 117      |
| Seconda parte                                               | Tema principale             | Prima esposizione                 | IV (sottodominante)               | si bemolle minore                              | 118 - 125     |
| Seconda parte                                               | Tema principale             | Seconda esposizione               | IV (sottodominante)               | si bemolle minore                              | 126 - 133     |
| Seconda parte                                               | Tema principale             | Codetta                           | IV (sottodominante)               | si bemolle minore                              | 134 - 141     |
| Seconda parte                                               | Terzo tema secondario       | Prima esposizione                 | IV (sottodominante)               | si bemolle minore                              | 142 - 150     |
| Seconda parte                                               | Terzo tema secondario       | Seconda esposizione               | V (dominante)                     | do maggiore                                    | 150 - 157     |
| Seconda parte                                               | Parte finale dello sviluppo | Tema principale in imitazione     | I (tonica)                        | fa minore                                      | 158 - 175     |
| Seconda parte                                               | Parte finale dello sviluppo | Arpeggi finali                    |                                   | Sol bemolle => Do maggiore                     | 176 - 211     |
| Ricapitolazione                                             | Tema principale             | Prima esposizione                 | I (tonica)                        | fa minore                                      | 212 - 220     |
| Ricapitolazione                                             | Tema principale             | Seconda esposizione               | I (tonica)                        | fa minore                                      | 220 - 228     |
| Ricapitolazione                                             | Primo tema secondario       | Prima esposizione                 | I (tonica)                        | fa minore                                      | 228 - 242     |
| Ricapitolazione                                             | Primo tema secondario       | Seconda esposizione               | I (tonica)                        | fa minore                                      | 242 - 256     |
| Ricapitolazione                                             | Tema principale             | (inciso iniziale esposto 6 volte) | I (tonica)                        | fa minore                                      | 256 - 267     |
| Ricapitolazione                                             | Secondo tema secondario     | Prima esposizione                 | II (sopratonica)                  | Sol bemolle maggiore                           | 268 - 277     |
| Ricapitolazione                                             | Secondo tema secondario     | Seconda esposizione               | II (sopratonica) => I (tonica)    | Sol bemolle maggiore => Fa minore              | 278 - 288     |
| Ricapitolazione                                             | Tema principale             | (fase di chiusura della parte)    | I (tonica)                        | fa minore                                      | 288 - 299     |
| Ripetizione della seconda parte compresa la ricapitolazione |                             |                                   |                                   |                                                | 118 - 307     |
| Presto (finale)                                             | Tema principale             |                                   | I (tonica)                        | Fa minore                                      | 308 - 363     |